# 더 스마일

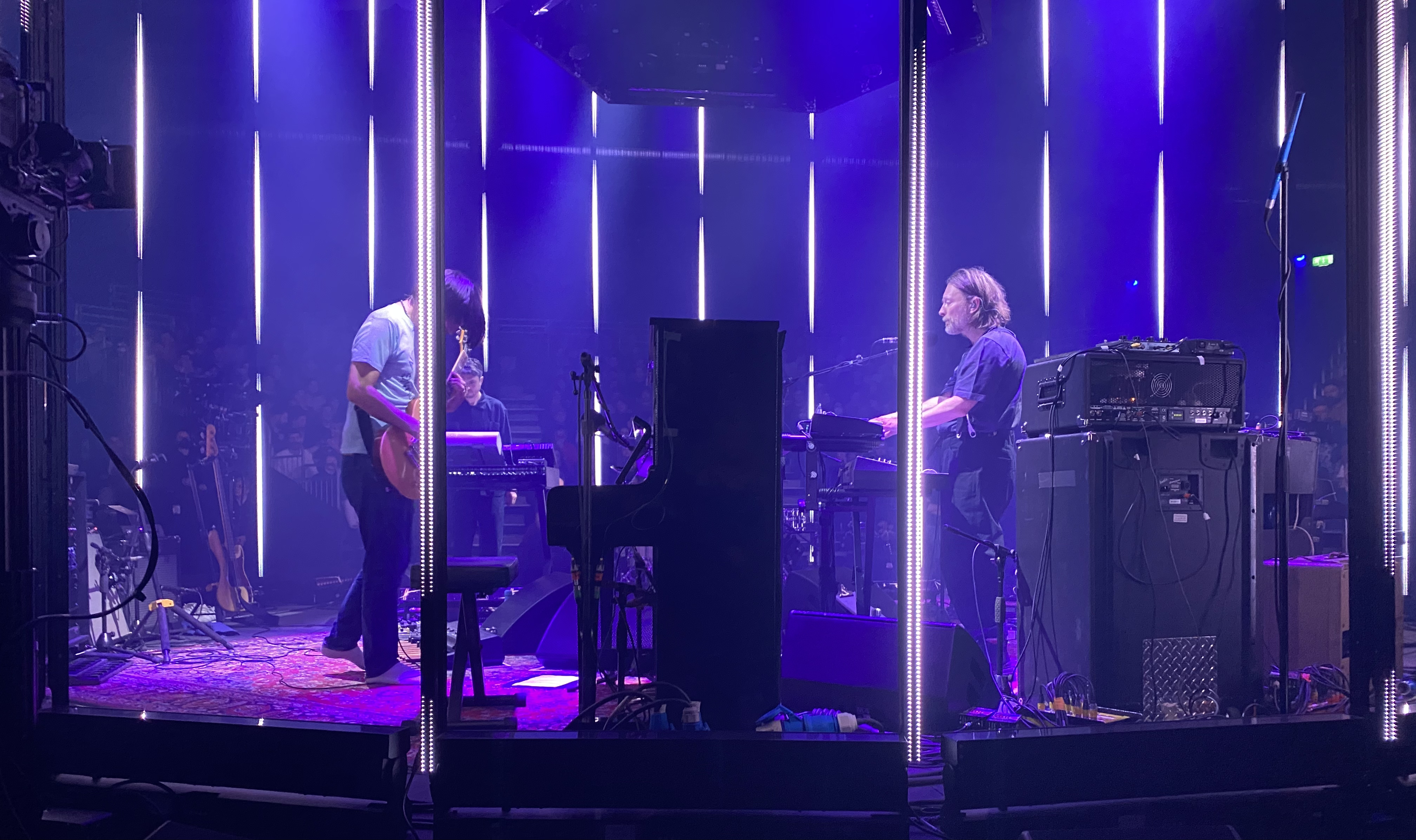
2022년 1월 촬영된 더 스마일의 사진

더 스마일(영어: The Smile)은 잉글랜드의 포스트 브릿팝 밴드로 라디오헤드의 멤버 톰 요크(보컬, 기타, 베이스, 키보드)와 조니 그린우드(기타, 베이스, 키), 그리고 손스 오브 케멧의 드러머 톰 스키너로 구성되어 있다. 프로듀서로는 라디오헤드의 오랜 프로듀서였던 나이절 고드리치가 맡았다. 포스트펑크, 프로그레시브 록, 아프로비트, 전자 음악, 매스 록을 혼합한 음악을 보여준다.
더 스마일은 코로나19 봉쇄 기간 동안에 작업을 하여 2021년 5월에 열린 글래스톤베리 페스티벌에서 깜짝 데뷔 무대를 스트리밍으로 가졌다. 2022년 초, 밴드는 6개의 싱글을 발매하고, 런던에서 세 개의 쇼를 개최해 관중들과 처음으로 만남을 가졌다. 5월에는 데뷔 음반 《A Light for Attracting Attention》을 발매하고 세계 투어를 시작하였다.

## 멤버
- 조니 그린우드 – 기타, 베이스, 키보드, 피아노, 하프
- 톰 스키너  – 드럼, 퍼커션, 키보드, 백 보컬
- 톰 요크 – 보컬, 베이스, 기타, 키보드, 피아노

## 디스코그래피

### 정규 음반
- A Light for Attracting Attention (2022)
- Wall of Eyes (2024)
- Cutouts (2024)

### 싱글
- You Will Never Work in Television Again (2022)
- The Smoke (2022)
- Skirting on the Surface (2022)
- Pana-vision (2022)
- Free in the Knowledge (2022)
- Thin Thing (2022)